# Jiří Kárnet
Jiří Kárnet (24. ledna 1920, Hořice – 1. února 2011, New York) byl česko-americký dramatik, divadelní kritik a režisér, novinář, esejista, básník a překladatel.

## Život
Po absolvování gymnázia se zapsal ke studiu na Právnické fakultě Univerzity Karlovy. Od konce roku 1939 působil jako režisérský elév a lektor v divadlech D 40 a D 41, později přešel do Městského divadla na Královských Vinohradech a nakonec do divadla ve Smetanově muzeu, koncem druhé světové války byl vězněn v Německu. Po skončení války přispíval do řady periodik, zejména však do Mladé fronty, v níž působil jako stálý spolupracovník kulturní rubriky. Po únorových událostech v roce 1948 odešel do Francie, kde se stal redaktorem v československého vysílání Radia France. Z Francie se přestěhoval v roce 1952 do New Yorku, kde žil až do své smrti. V USA se věnoval žurnalistice – spolupracoval s rozhlasovou stanicí Hlas Ameriky a Rádiem Svobodná Evropa, v němž získal redaktorské místo a věnoval se kulturně-politickým komentářům či rozhovorům (např. s Andy Warholem a Johnem Steinbeckem). Spolu s Pavlem Tigridem stál u zrodu čtvrtletníku Svědectví, v jehož redakční radě později působil.

## Dílo
- Bloudění: Hra o dnešním mládí ve dvou dílech, Praha 1946 (hra byla uvedena v DISKu v dubnu 1947 – program představení)
- Blázni, [Praha] (vznik hry asi v letech 1946–1947, rozmnoženo Syndikátem českých spisovatelů – 1. část a 2. část)
- Mezi dvěma plameny: Nová anglická poesie, Praha 1948 (spolueditor)
- MAURIAC, François, Farizejka, Praha 1948 (autor překladu)
- Neviditelný domov: Verše exulantů 1948–1953, sborník (ed. P. Demetz), Paříž 1954
- Vánoční tisk Svobodné Evropy: Vánoce 1955, sborník (ed. P. Tigrid), New York 1955
- HOWE, Irving, Román a doba, New York 1958 (autor překladu a úvodu)
- Czechoslovakia Past and Present, Vol. 1, Political, International, Social, and Economic Aspects, sborník (ed. M. Rechcigl, jr.), The Hague 1968 (obsahuje text The Literature of De-Stalinization, který byl následně rovněž vydán v podobě separátu, přičemž již dříve byl v pozměněné podobě publikován časopisecky v East Europe)
- Hlas domova 1950–1975: Sborník vydaný k příležitosti 25. výročí vydavatelské činnosti Hlasu domova, československých novin v Melbourne, Austrálie, sborník (eds. V. Donát a A. Nebeský), Richmond 1975
- … a když se řekne Voskovec, sborník (ed. J. Lederer), Köln 1983 (druhé vydání příspěvku je součástí souboru Když se řekne Werich a když se řekne Voskovec, Praha 1990; třetí vydání součást souboru Když se řekne… V+W, Praha 2013)
- TOMÁŠ, František, Je sedm hodin středověkého času: Postavy a příběhy ze začátků Svobodné Evropy, Mnichov 1990 (druhé vydání Mnichov a Praha 1991) (obsahuje část rozhovoru s Ferdinandem Peroutkou Jak vznikla Přítomnost)
- PŘIBÁŇ, Michal (ed.), Z dějin českého myšlení o literatuře 1945–1989: Antologie k Dějinám české literatury 1945–1990, Praha 2001 (příspěvek Poznámky o vztahu dramatu k soudobému životnímu pocitu, který byl původně otištěn v časopise Kvart)
- Posmrtný deník: Přísně tajná odpověď Václavu Havlovi, Praha 2009 (ed. Viktor A. Debnár; ukázky byly otištěny v Literárních novinách, 16. července 2007, r. XVIII, č. 29, s. 11, v A2, 23. 7. 2008, r. IV, č. 30, s. 26–27 a na internetových stránkách nakl. Paseka); pozvánka na křest knihy (26. listopadu 2009); audioukázka (4 díly, v rámci pořadu Psáno kurzívou, Český rozhlas 3 – Vltava; vysíláno ve dnech 2.–5. května 2011, repríza v lednu 2020)
- Smutný vítěz, Praha 2012 (ed. Viktor A. Debnár; obsahuje téměř kompletní autorovo básnické dílo; s úvodem Františka Listopada Solange a doslovem Rudolfa Matyse Křik, jenž volá šeptem)
- Prodírat se ke krvi věcí. Panoráma z veršů a deníků dobře utajeného básníka Jiřího Kárneta (pořad připravil Rudolf Matys; v rámci pořadu Souzvuk, Český rozhlas 3 – Vltava, 26. ledna 2020, repríza 17. února 2025)

Většina autorových textů, uložených v pražské knihovně Libri prohibiti, zůstává doposud v rukopise – jedná se o eseje, deníkové záznamy a celou řadu divadelních her, např.:

### Hry
- Soudruh O. Beránek (publikována ve Skutečnosti, duben–červen 1953, r. V, č. 4–6, s. 78–82)
- Nymfa (spolu s úvodní autorskou poznámkou publikována ve Svědectví, [jaro] 1959, r. II, č. 4 (8), s. 379–392)
- Joska: Relativní tragikomedie
- Všichni z podpalubí
- ZOOopereta
- Centurion Trisle: Pandemonium in Three Freedom of Disinformation Acts (rovněž známá pod názvem Century on Trial)
- Gold Futures: A Play in Five Acts
- Reykjavik: A Fictional Political Docudrama
- Outerlife with Jesus: Existencialist Sci-fi in Memoriam of the Challenger Seven
- Amazon House Murders
- End in Frauduland: A Tragicomedy in Two Acts

### Próza
- Hunkie Doodle Dandy: A Confrontation
- Fragment románu

### Eseje
- In Defense of the New Class: A Psychological Analysis of the Dilemma of Contemporary Czechoslovak Communism

### Studie
- Problémy a východiska dramaturgie Václava Havla

### Příspěvky v periodikách
Z časopiseckých příspěvků např.:
- K otázce národního charakteru, Zápisník, únor 1958, r. [1], č. [2], s. 5–6 (esej o českém národním údělu)
- Desátý muž, Zápisník, leden–únor 1960, r. [3], č. [1], s. 10–12 (text o broadwayské dramatické novince Paddyho Chayefského)
- Mladí hrdinové, Zápisník, březen–duben 1960, r. [3], č. [2], s. 11–13 (úvaha o tehdejším literárním trendu v zobrazování mládeže, mj. v románu Josefa Škvoreckého Zbabělci)
- Třikrát o americké literatuře, Perspektivy, květen 1961, sešit 1, s. 26–41 (poznámky o dílech tehdejší americké prózy a dramatu od T. Dreisera, W. Saroyana, E. Hemingwaye, S. Lewise, T. Wolfea a S. Andersona)
- Dvě básně, Skutečnost, červenec 1951, r. III, č. 7, s. 143
- Podle Ovidia, Svědectví, zima 1956, r. I, č. 1, s. 42 (báseň)
- Stín cyklisty, Literární noviny, 16. července 2007, r. XVIII, č. 29, s. 11 (báseň)
- Posměšně v krbu hoří, Literární noviny, 16. července 2007, r. XVIII, č. 29, s. 11 (báseň)
- Žalm, Literární noviny, 16. července 2007, r. XVIII, č. 29, s. 11 (báseň)
- Synopse mého života aneb Zápisník. Carnet. Par George Karnet, Host, leden 2011, r. XXVII, č. 1, s. 34–42 (deníkové záznamy a básně – ty uvedeny pod samostatným titulem Stal jsem se, sestro, bratrem smutku; vybral a připravil Viktor A. Debnár)
- Noli tangere circulos meos, Babylon, 7. března 2011, r. XX, č. 1, s. 7
- Tři básně v rubrice Poezie, vybráno ze svazku Smutný vítěz, MF Dnes, příloha Kavárna, 11. května 2013, č. 19, s. 37

Poznámkami, úvahami, eseji, hrami, recenzemi či verši přispíval např. do Generace, Kvartu, Listů, Perspektiv, Skutečnosti, Zápisníku nebo East Europe; příspěvky podepisoval např. jako Jiří Kárnet, Jiri Karnet či George Karnet.